# Sylvia Llewelyn Davies
Pour les articles homonymes, voir Llewelyn et Davies.
Sylvia Llewelyn Davies, née Sylvia du Maurier le 25 novembre 1866 et morte le 27 août 1910, est une femme britannique, mère des garçons qui ont servi de source d'inspiration pour l'œuvre Peter Pan de J. M. Barrie et elle-même possible inspiration du personnage de Wendy Darling.

## Biographie
Sylvia Llewelyn Davies est la fille de l'écrivain et dessinateur George du Maurier, la sœur aînée de l'acteur Gerald du Maurier et la tante de l'écrivaine Daphne du Maurier.
Sylvia du Maurier rencontre Arthur Llewelyn Davies, lors d'une soirée en 1889, ils se fiancent peu de temps après, et se marient en 1892. Ils ont cinq enfants, tous des garçons : George (1893-1915), Jack (1894-1959), Peter (1897-1960), Michael (1900-1921) et Nicholas (1903-1980).
En 1898, Sylvia Llewelyn Davies rencontre Sir J. M. Barrie lors d'une soirée. Elle découvre qu'il est déjà très ami avec ses trois fils et qu’ils se voient régulièrement dans les jardins de Kensington. Ils se lient, renforçant ainsi l'amitié de Barrie avec ses fils. Barrie passe, par la suite, beaucoup de temps dans la maison des Llewelyn Davies, au point que la famille l'accompagne même en vacances.
Arthur, son mari, meurt en 1907 d'un sarcome de la joue et, bien que Barrie ait divorcé de sa femme Mary, Sylvia et lui ne se sont jamais mariés (Sylvia aurait refusé la demande en mariage), tout en restant très proches. Sylvia meurt à son tour d'un cancer en 1910.
Après le décès de Llewelyn Davies, J. M. Barrie devient tuteur des enfants, selon le souhait de leur mère.

## Dans la fiction
Sylvia Llewelyn Davies a été interprétée par l'actrice Kate Winslet dans le film Neverland (Finding Neverland) en 2004.